# Lodovica Comello
Lodovica Comello (San Daniele del Friuli, 13 april 1990) is een Italiaans actrice en zangeres.

## Loopbaan
Comello is vooral bekend door haar rol als Francisca in de reeks Violetta, voor het eerst uitgezonden door het Argentijnse Disney Channel. Verder deed ze de Italiaanse nasynchronisatie van de stem van Britney in de film Monsters University, in 2015 sprak ze de stem van Plezier in van de film Binnenstebuiten, in 2016 sprak ze nog een stemmetje in Zootropolis en in 2018 deed ze de stem van Miki in de film Smallfoot. In 2013 bracht ze haar eerste cd uit met de titel Universo, in 2015 volgde de volgende cd met als titel Mariposa. Comello begon in 2015 aan haar eigen tournee de Lodovica World Tour. Ze presenteert sinds 2016 Italians got talent. In 2016 bracht Lodovica ook een nieuwe single uit, Non cadiamo mai. Sinds 2016 presenteert ze het programma Singing in the Car, waarin ze met bekende personen zingt terwijl ze autorijdt. In 2017 nam Lodovica deel aan het festival van San Remo, hierin gaat Italië op zoek naar een zanger(es) die Italië kon vertegenwoordigen op het Eurovisiesongfestival. In 2018 begon ze met het presenteren van het radioprogramma 'A Me Mi Piace' op radio 105. In 2018 organiseerde Comello een wedstrijd waar iedereen een nummer kon voorstellen, van het beste nummer heeft ze een nieuwe single genaamd 'Run' gemaakt.
Comello is sinds 1 april 2015 getrouwd met de Argentijn Thomas Goldschmidt. Ze leerde elkaar kennen op de set van Violetta, waar hij de regisseur van was. Na een relatie van drie jaar zijn ze getrouwd. In maart 2020 kregen ze hun eerste kind, een zoon.

## Discografie

### Albums
- 2013 – Universo (Sony Music)
- 2015 – Mariposa (Sony Music)
- 2017 – TBA (Sony Music)

### Singles
- 2013 – Universo (Sony Music)
- 2014 – Otro Día Más (Sony Music)
- 2014 – I Only Want to Be with You (Sony Music)
- 2015 – Todo el resto no cuenta (Sony Music)
- 2015 – Sin usar palabras (feat. Abraham Mateo) (Sony Music)
- 2015 – Sin usar palabras/Bez Slow (feat. Szymon Chodyniecki) (Sony Music)
- 2016 – Non cadiamo mai (Sony Music)
- 2017 – Il cielo non mi basta (Sony Music)
- 2017 – Le mille bolle blu (Sony Music)
- 2017 – 50 Shades of Colours (Sony Music)
- 2018 — Run (Sony Music)

### Soundtracks
- 2012 – Violetta (Walt Disney Records)
- 2012 – Violetta: Cantar es lo Que Soy (Walt Disney Records)
- 2013 – Violetta: Hoy somos más (Walt Disney Records)
- 2014 – Violetta - Gira mi canción (Walt Disney Records)
- 2015 - Violetta - Crecimos Juntos (Walt Disney Records)

- International Standard Name Identifier: 0000 0004 5280 9338
- MusicBrainz: 6aa9bb9e-1526-4672-abbb-8eb70d8ac3e8
- Nationale Bibliotheek van Polen: a0000003140064
- Istituto Centrale per il Catalogo Unico: LO1V412892
- Virtual International Authority File: 317287222